# Acydofilny las brzozowo-dębowy
Acydofilny las brzozowo-dębowy, pomorski kwaśny las brzozowo-dębowy (Betulo pendulae-Quercetum roboris, Betulo-Quercetum) – zespół roślinności leśnej z klasy kwaśnych dąbrów Quercetea robori-petraeae. Las zajmujący siedliska o różnej trofii (z przewagą oligotroficznych) i wilgotności, charakteryzowane przez występowanie gatunków acydofilnych. Drzewostan zdominowany przez dęby, zwłaszcza dąb szypułkowy, z domieszką brzozy brodawkowatej. Ze względu na zabiegi leśnicze obecnie często ze znacznym udziałem sosny zwyczajnej. W runie częsta orlica pospolita.

## Charakterystyczna kombinacja gatunków
DAss.: dąb szypułkowy (Quercus robur) (regionalnie), wiciokrzew pomorski (Lonicera periclymenum) (regionalnie, optimum), orlica pospolita (Pteridium aquilinum) (regionalnie)
ChCl.: turzyca pigułkowata (Carex pilulifera), jastrzębiec gładki (Hieracium laevigatum), jastrzębiec leśny (Hieracium murorum), jastrzębiec sabaudzki (Hieracium sabaudum), kłosówka miękka (Holcus mollis), rokiet cyprysowaty (Hypnum cupressiforme), groszek skrzydlasty (Lathyrus montanus), wiciokrzew pomorski (Lonicera periclymenum).

## Występowanie
- Zbiorowisko subatlantyckie. W Polsce występuje w kilkudziesięciokilometrowym pasie wzdłuż wybrzeża Morza Bałtyckiego[1].

## Zagrożenia i ochrona
Zespół w systemie Natura 2000 oznaczony jako siedlisko przyrodnicze nr 9190 oraz 2180 (lasy porastające wydmy).